# Larinia trifida
Larinia trifida är en spindelart som beskrevs av Albert Tullgren 1910. Larinia trifida ingår i släktet Larinia och familjen hjulspindlar. Inga underarter finns listade i Catalogue of Life.